# Destry (film)
Destry (titlu original: Destry) este un film american Western din 1954 regizat de George Marshall. Rolurile principale au fost interpretate de actorii Audie Murphy, Mari Blanchard, Lyle Bettger și Thomas Mitchell. Este al treilea film bazat pe romanul Destry Rides Again scris de Max Brand, după filmele din 1932 cu Tom Mix și din 1939 cu James Stewart.

## Prezentare
Un mic oraș de frontieră din vestul american se află sub controlul lui Phil Decker și al bandei sale. După uciderea șerifului Bailey, Decker l-a numit pe bețivul satului, Barnaby, ca șerif. Acesta din urmă a apelat apoi la fiul vechiului său prieten, Tom Destry, un mare pistolar. Când acesta din urmă sosește, Barnaby nu pare deloc mulțumit de acesta...

## Distribuție
- Audie Murphy - Tom Destry
- Mari Blanchard - Brandy
- Lyle Bettger - Phil Decker
- Thomas Mitchell -  Reginald T. "Rags" Barnaby
- Edgar Buchanan - Primarul  Hiram J. Sellers
- Lori Nelson - Martha Phillips
- Wallace Ford - Doc Curtis
- Mary Wickes - Bessie Mae Curtis
- Alan Hale Jr. - Jack Larson
- George Wallace - Curly
- Richard Reeves - Mac
- Walter Baldwin - Henry Skinner
- Lee Aaker - Eil Skinner
- Anthony Lawrence - Profesor (ca Mitchell Lawrence)
- Frank Richards - Dummy
- Trevor Bardette - Șerif Bailey
- Ralph Peters - Barman
- John Doucette - Coward